# Deparia dickasonii
Deparia dickasonii är en majbräkenväxtart som beskrevs av Masahiro Kato. Deparia dickasonii ingår i släktet Deparia och familjen Athyriaceae. Inga underarter finns listade.